# Crandon
Crandon ist eine Kleinstadt (mit dem Status „City“) und Verwaltungssitz des Forest County im US-amerikanischen Bundesstaat Wisconsin. Im Jahr 2010 hatte Crandon 1920 Einwohner.

## Geografie
Crandon liegt im Nordosten Wisconsins, rund 50 km südlich der Grenze zu Michigan. Die geografischen Koordinaten von Crandon sind 45°34′19″ nördlicher Breite und 88°54′10″ westlicher Länge. Das Stadtgebiet erstreckt sich über eine Fläche von 16 km², die sich auf 13,5 km² Land- und 2,5 km² Wasserfläche verteilen. 
Benachbarte Orte von Crandon sind Argonne (10,9 km nördlich), Laona (19,8 km östlich), Mole Lake (13 km südsüdwestlich) und Monico (19,9 km westlich).
Die nächstgelegenen größeren Städte sind Sault Ste. Marie in der kanadischen Provinz Ontario (454 km ostnordöstlich, gegenüber von Sault Ste. Marie, Michigan), Green Bay am  Michigansee (180 km südlich), Wisconsins Hauptstadt Madison (321 km südlich), Wausau (115 km südwestlich), die Twin Cities in Minnesota (386 km westsüdwestlich) und Duluth am Oberen See in Minnesota (342 km westnordwestlich).

## Verkehr
Der U.S. Highway 8 verläuft in West-Ost-Richtung als Hauptstraße durch Crandon und trifft hier auf die Wisconsin State Highways 32 und 55. Alle weiteren Straßen sind untergeordnete Landstraßen, teils unbefestigte Fahrwege oder innerörtliche Verbindungsstraßen.
Mit dem Crandon/Steve Conway Municipal Airport befindet sich 6,1 km südsüdwestlich ein kleiner Flugplatz. Die nächsten Regionalflughäfen sind der Rhinelander–Oneida County Airport (46 km westlich), der Central Wisconsin Airport bei Wausau (139 km südwestlich) und der Austin Straubel International Airport in Green Bay (168 km südöstlich).

## Geschichte
Samuel Shaw, ein Unternehmer, kaufte in den 1880er-Jahren Grund und Boden im Gebiet des damaligen Oconto County. Mit Hilfe von Major Frank P. Crandon, einem Funktionär der Chicago and Northwestern Railroad, betrieb er erfolgreiche Lobbyarbeit für die Schaffung des Forest County, das 1887 gegründet wurde. Als Dank für seine Hilfe wurden das County und der County Seat nach Crandon benannt. Der Eisenbahnverkehr wurde in der Region schon kurz darauf mit der Soo Line Railroad aufgenommen, aber eine Nebenbahn erreichte die Stadt selbst erst zur Jahrhundertwende.
Die Holzindustrie bestimmte die Entwicklung und das Wachstum der Stadt in der Anfangszeit ihres Bestehens. Im Jahr 1891 erwarb die Page and Landeck Lumber Company ein Hartholzwaldgebiet in der Nähe von Crandon und errichtete bis zum Jahr 1902 eine größere Sägemühle in der Nähe des Clear Lake im Norden Crandons (später hieß das Sägewerk Keith & Hiles Lumber Mill). Die Bevölkerung von Crandon wuchs innerhalb weniger Jahre von 800 auf mehr als 2400 an. Mit der Eisenbahn kamen auch Siedler und Holzfäller aus Kentucky in das Gebiet, die wegen der florierenden Holzindustrie im nördlichen Wisconsin benötigt wurden. Das Hauptwerk der Firma wurde von Glasgow, Kentucky, nach Crandon verlegt. Die Stadt wurde 1909 offiziell eingetragen, nachdem der Bau des Gerichtes begonnen hatte. Heute hat die Holzindustrie ihre vorherrschende Rolle im nördlichen Mittelwesten verloren, obwohl noch einige Unternehmen im nahegelegenen Nicolet National Forest aktiv sind.

## Bevölkerung
Nach der Volkszählung im Jahr 2010 lebten in Crandon 1920 Menschen in 771 Haushalten. Die Bevölkerungsdichte betrug 142,2 Einwohner pro Quadratkilometer. In den 771 Haushalten lebten statistisch je 2,33 Personen. 
Ethnisch betrachtet setzte sich die Bevölkerung zusammen aus 86,1 Prozent Weißen, 0,4 Prozent Afroamerikanern, 9,3 Prozent amerikanischen Ureinwohnern, 0,3 Prozent Asiaten, 0,1 Prozent Polynesiern sowie 0,2 Prozent aus anderen ethnischen Gruppen; 3,6 Prozent stammten von zwei oder mehr Ethnien ab. Unabhängig von der ethnischen Zugehörigkeit waren 2,1 Prozent der Bevölkerung spanischer oder lateinamerikanischer Abstammung. 
23,1 Prozent der Bevölkerung waren unter 18 Jahre alt, 58,8 Prozent waren zwischen 18 und 64 und 18,1 Prozent waren 65 Jahre oder älter. 51,6 Prozent der Bevölkerung war weiblich.
Das mittlere jährliche Einkommen eines Haushalts lag bei 34.091 USD. Das Pro-Kopf-Einkommen betrug 18.125 USD. 12,9 Prozent der Einwohner lebten unterhalb der Armutsgrenze.

## Schießerei
Traurige Berühmtheit erlangte der Ort am Morgen des 7. Oktober 2007, als ein Teilzeitpolizist des Crandon Police Department, der nicht im Dienst war, sieben Personen zwischen 14 und 20 Jahren niederschoss, wobei sechs getötet wurden. Bei einer anschließenden Jagd auf den Täter wurde dieser von Scharfschützen erschossen.